# Podsavezna nogometna liga Koprivnica 1961./62.
Podsavezna liga Koprivnica, također i kao Prvenstvo Koprivničkog nogometnog podsaveza je bila liga četvrtog stupnja nogometnog prvenstva Jugoslavije u sezoni 1961./62. 
 Sudjelovalo je 12 klubova, a prvak je bila momčad "Vrbovca".

## Ljestvica
| mj. | klub                      | ut. | pob. | ner. | por. | gol+ | gol- | bod |
| --- | ------------------------- | --- | ---- | ---- | ---- | ---- | ---- | --- |
| 1.  | Vrbovec                   | 22  | 17   | 5    | 0    | 74   | 18   | 39  |
| 2.  | Graničar Legrad           | 22  | 14   | 5    | 3    | 72   | 31   | 33  |
| 3.  | Metalac Križevci          | 22  | 15   | 1    | 6    | 57   | 30   | 31  |
| 4.  | Osvit Đelekovec           | 22  | 11   | 2    | 9    | 55   | 43   | 24  |
| 5.  | Podravac Torčec           | 22  | 9    | 6    | 7    | 41   | 41   | 24  |
| 6.  | Drava Novigrad Podravski  | 22  | 9    | 5    | 8    | 72   | 59   | 23  |
| 7.  | Mladost Kloštar Podravski | 22  | 10   | 2    | 10   | 45   | 53   | 22  |
| 8.  | Borac Imbriovec           | 22  | 10   | 0    | 12   | 40   | 53   | 20  |
| 9.  | Panonija Peteranec        | 22  | 7    | 3    | 12   | 37   | 53   | 17  |
| 10. | Podravac Virje            | 22  | 6    | 1    | 15   | 42   | 74   | 13  |
| 11. | Omladinac Kalinovac       | 22  | 3    | 4    | 15   | 37   | 69   | 10  |
| 12. | Borac Drnje               | 22  | 3    | 2    | 17   | 28   | 76   | 8   |

## Rezultatska križaljka
| kratica | klub                      | BORD | BORI | DRA | GRA | MET | MLA | OML | OSV | PAN | PODT | PODV | VRB |
| --- | ------------------------- | ---- | ---- | --- | --- | --- | --- | --- | --- | --- | ---- | ---- | --- |
| BORD | Borac Drnje               |      |      |     |     |     |     |     |     |     |      |      |     |
| BORI | Borac Imbriovec           |      |      |     |     |     |     |     |     |     |      |      |     |
| DRA | Drava Novigrad Podravski  |      |      |     |     |     |     |     |     |     |      |      |     |
| GRA | Graničar Legrad           |      |      |     |     |     |     |     |     |     |      |      |     |
| MET | Metalac Križevci          |      |      |     |     |     |     |     |     |     |      |      |     |
| MLA | Mladost Kloštar Podravski |      |      |     |     |     |     |     |     |     |      |      |     |
| OML | Omladinac Kalinovac       |      |      |     |     |     |     |     |     |     |      |      |     |
| OSV | Osvit Đelekovec           |      |      |     |     |     |     |     |     |     |      |      |     |
| PAN | Panonija Peteranec        |      |      |     |     |     |     |     |     |     |      |      |     |
| PODT | Podravac Torčec           |      |      |     |     |     |     |     |     |     |      |      |     |
| PODV | Podravac Virje            |      |      |     |     |     |     |     |     |     |      |      |     |
| VRB | Vrbovec                   |      |      |     |     |     |     |     |     |     |      |      |     |
| |                           |      |      |     |     |     |     |     |     |     |      |      |     |
| podebljan rezultat - utakmice od 1. do 11. kola (1. utakmica između klubova) rezultat normalne debljine - utakmice od 12. do 22. kola (2. utakmica između klubova) rezultat nakošen - nije vidljiv redoslijed odigravanja međusobnih utakmica iz dostupnih izvora rezultat smanjen * - iz dostupnih izvora nije uočljiv domaćin susreta prekrižen rezultat - poništena ili brisana utakmica p - utakmica prekinuta 3:0 p.f. / 0:3 p.f. - rezultat 3:0 bez borbe n.i. - nije igrano |                           |      |      |     |     |     |     |     |     |     |      |      |     |

 Izvori:

## Unutarnje poveznice
- III. B zona Prvenstva Hrvatske 1961./62.
- Podsavezna liga Čakovec 1961./62.
- Podsavezna liga Varaždin 1961./62.